# ماركو بيزوت
ماركو بيزوت (بالهولندية: Marco Bizot)‏ (10 مارس 1991 بهورن في هولندا - ) هو لاعب كرة قدم هولندي في مركز حراسة المرمى. شارك مع منتخب هولندا تحت 19 سنة لكرة القدم ومنتخب هولندا تحت 21 سنة لكرة القدم. أما مع النوادي، فقد لعب مع أياكس أمستردام ونادي جينك ونادي غرونينغن ونادي كامبور.

## روابط خارجية
- ماركو بيزوت على موقع الاتحاد الدولي (مؤرشف)  (الإنجليزية)
- ماركو بيزوت على موقع الاتحاد الأوربي (الإنجليزية)
- ماركو بيزوت على موقع قاعدة بيانات كرة القدم.إي يو (الإنجليزية)
- ماركو بيزوت على موقع ليكيب (الفرنسية)
- ماركو بيزوت على موقع ناشيونال فوتبول تيمز (الإنجليزية)
- ماركو بيزوت على موقع Soccerway.com (الإنجليزية)
- ماركو بيزوت على موقع عالم كرة القدم.نت (الإنجليزية)
- ماركو بيزوت على موقع AS.com (الإسبانية)